# Guðbergur Bergsson
Guðbergur Bergsson, född 16 oktober 1932 i Grindavík, död 4 september 2023 i Mosfellsbær, var en isländsk författare.
Guðbergur studerade vid Islands universitet för att få lärarexamen och reste därefter till Barcelonas universitet för att studera litteratur. Hans tid i Spanien gjorde honom till en av de ledande översättarna av spansk litteratur på Island.
Hans första bok kom ut år 1961. Han skrev runt 20 böcker, bland annat poetik och barnlitteratur. År 2004 fick han Svenska Akademiens nordiska pris, och hans verk har blivit översatta till många olika språk. År 2013 promoverades han till hedersdoktor vid Islands universitet.

## Priser och utmärkelser
- 1991 – Isländska litteraturpriset för Svanurinn
- 1997 – Isländska litteraturpriset för Faðir og móðir og dulmagn bernskunnar: skáldævisaga
- 2004 – Svenska Akademiens nordiska pris
- 2013 – Hedersdoktor vid Islands universitet